# Liste des titres musicaux numéro un au Royaume-Uni en 1956
Cette page liste les titres classés no 1 des ventes de disques au Royaume-Uni pour l'année 1956 selon The Official Charts Company.
Les classements hebdomadaires sont issus des UK Singles Chart et UK Albums Chart.
Le premier classement officiel des ventes d'albums fait son apparition le 22 juillet.

## Classement des singles
| №  | Date         | Artiste                         | Titre                                      | Référence |
| -- | ------------ | ------------------------------- | ------------------------------------------ | --------- |
| 1  | 6 janvier    | Bill Haley and His Comets       | Rock Around the Clock                      |           |
| 2  | 13 janvier   | Bill Haley and His Comets       | Rock Around the Clock                      |           |
| 3  | 20 janvier   | Tennessee Ernie Ford            | Sixteen Tons                               |           |
| 4  | 27 janvier   | Tennessee Ernie Ford            | Sixteen Tons                               |           |
| 5  | 3 février    | Tennessee Ernie Ford            | Sixteen Tons                               |           |
| 6  | 10 février   | Tennessee Ernie Ford            | Sixteen Tons                               |           |
| 7  | 17 février   | Dean Martin                     | Memories Are Made of This                  |           |
| 8  | 24 février   | Dean Martin                     | Memories Are Made of This                  |           |
| 9  | 2 mars       | Dean Martin                     | Memories Are Made of This                  |           |
| 10 | 9 mars       | Dean Martin                     | Memories Are Made of This                  |           |
| 11 | 16 mars      | The Dream Weavers (en)          | It's Almost Tomorrow                       |           |
| 12 | 23 mars      | The Dream Weavers (en)          | It's Almost Tomorrow                       |           |
| 13 | 30 mars      | Kay Starr                       | Rock and Roll Waltz                        |           |
| 14 | 6 avril      | The Dream Weavers               | It's Almost Tomorrow                       |           |
| 15 | 13 avril     | Winifred Atwell                 | The Poor People of Paris                   |           |
| 16 | 20 avril     | Winifred Atwell                 | The Poor People of Paris                   |           |
| 17 | 27 avril     | Winifred Atwell                 | The Poor People of Paris                   |           |
| 18 | 4 mai        | Ronnie Hilton                   | No Other Love                              |           |
| 19 | 11 mai       | Ronnie Hilton                   | No Other Love                              |           |
| 20 | 18 mai       | Ronnie Hilton                   | No Other Love                              |           |
| 21 | 25 mai       | Ronnie Hilton                   | No Other Love                              |           |
| 22 | 1er juin     | Ronnie Hilton                   | No Other Love                              |           |
| 23 | 8 juin       | Ronnie Hilton                   | No Other Love                              |           |
| 24 | 15 juin      | Pat Boone                       | I'll Be Home                               |           |
| 25 | 22 juin      | Pat Boone                       | I'll Be Home                               |           |
| 26 | 29 juin      | Pat Boone                       | I'll Be Home                               |           |
| 27 | 6 juillet    | Pat Boone                       | I'll Be Home                               |           |
| 28 | 13 juillet   | Pat Boone                       | I'll Be Home                               |           |
| 29 | 20 juillet   | Frankie Lymon and The Teenagers | Why Do Fools Fall in Love                  |           |
| 30 | 27 juillet   | Frankie Lymon and The Teenagers | Why Do Fools Fall in Love                  |           |
| 31 | 3 août       | Frankie Lymon and The Teenagers | Why Do Fools Fall in Love                  |           |
| 32 | 10 août      | Doris Day                       | Whatever Will Be, Will Be (Que sera, sera) |           |
| 33 | 17 août      | Doris Day                       | Whatever Will Be, Will Be (Que sera, sera) |           |
| 34 | 24 août      | Doris Day                       | Whatever Will Be, Will Be (Que sera, sera) |           |
| 35 | 31 août      | Doris Day                       | Whatever Will Be, Will Be (Que sera, sera) |           |
| 36 | 7 septembre  | Doris Day                       | Whatever Will Be, Will Be (Que sera, sera) |           |
| 37 | 14 septembre | Doris Day                       | Whatever Will Be, Will Be (Que sera, sera) |           |
| 38 | 21 septembre | Anne Shelton                    | Lay Down Your Arms                         |           |
| 39 | 28 septembre | Anne Shelton                    | Lay Down Your Arms                         |           |
| 40 | 5 octobre    | Anne Shelton                    | Lay Down Your Arms                         |           |
| 41 | 12 octobre   | Anne Shelton                    | Lay Down Your Arms                         |           |
| 42 | 19 octobre   | Frankie Laine                   | A Woman in Love                            |           |
| 43 | 26 octobre   | Frankie Laine                   | A Woman in Love                            |           |
| 44 | 2 novembre   | Frankie Laine                   | A Woman in Love                            |           |
| 45 | 9 novembre   | Frankie Laine                   | A Woman in Love                            |           |
| 46 | 16 novembre  | Johnnie Ray                     | Just Walkin' in the Rain                   |           |
| 47 | 23 novembre  | Johnnie Ray                     | Just Walkin' in the Rain                   |           |
| 48 | 30 novembre  | Johnnie Ray                     | Just Walkin' in the Rain                   |           |
| 49 | 7 décembre   | Johnnie Ray                     | Just Walkin' in the Rain                   |           |
| 50 | 14 décembre  | Johnnie Ray                     | Just Walkin' in the Rain                   |           |
| 51 | 21 décembre  | Johnnie Ray                     | Just Walkin' in the Rain                   |           |
| 52 | 28 décembre  | Johnnie Ray                     | Just Walkin' in the Rain                   |           |

## Classement des albums
| №  | Date         | Artiste                   | Titre                                                  | Référence |
| -- | ------------ | ------------------------- | ------------------------------------------------------ | --------- |
| 29 | 22 juillet   | Frank Sinatra             | Songs for Swingin' Lovers!                             |           |
| 30 | 29 juillet   | Frank Sinatra             | Songs for Swingin' Lovers!                             |           |
| 31 | 5 août       | Divers artistes           | Bande originale du film Carousel                       |           |
| 32 | 12 août      | Divers artistes           | Bande originale du film Carousel                       |           |
| 33 | 19 août      | Frank Sinatra             | Songs for Swingin' Lovers!                             |           |
| 34 | 26 août      | Divers artistes           | Bande originale du film Carousel                       |           |
| 35 | 2 septembre  | Divers artistes           | Bande originale du film Carousel                       |           |
| 36 | 9 septembre  | Divers artistes           | Bande originale du film Carousel                       |           |
| 37 | 16 septembre | Divers artistes           | Bande originale du film Carousel                       |           |
| 38 | 23 septembre | Divers artistes           | Bande originale du film Oklahoma!                      |           |
| 39 | 30 septembre | Divers artistes           | Bande originale du film Oklahoma!                      |           |
| 40 | 7 octobre    | Divers artistes           | Bande originale du film Le Roi et moi (The King and I) |           |
| 41 | 14 octobre   | Divers artistes           | Bande originale du film Le Roi et moi (The King and I) |           |
| 42 | 21 octobre   | Bill Haley and His Comets | Rock 'n Roll Stage Show (en)                           |           |
| 43 | 28 octobre   | Divers artistes           | Bande originale du film Le Roi et moi (The King and I) |           |
| 44 | 4 novembre   | Elvis Presley             | Elvis Presley Rock n' Roll                             |           |
| 45 | 11 novembre  | Divers artistes           | Bande originale du film Le Roi et moi (The King and I) |           |
| 46 | 18 novembre  | Divers artistes           | Bande originale du film Le Roi et moi (The King and I) |           |
| 47 | 25 novembre  | Divers artistes           | Bande originale du film Le Roi et moi (The King and I) |           |
| 48 | 2 décembre   | Divers artistes           | Bande originale du film Le Roi et moi (The King and I) |           |
| 49 | 9 décembre   | Divers artistes           | Bande originale du film Le Roi et moi (The King and I) |           |
| 50 | 16 décembre  | Divers artistes           | Bande originale du film Le Roi et moi (The King and I) |           |
| 51 | 23 décembre  | Divers artistes           | Bande originale du film Le Roi et moi (The King and I) |           |
| 52 | 30 décembre  | Divers artistes           | Bande originale du film Le Roi et moi (The King and I) |           |

## Meilleures ventes de l'année
- Singles[1] : Pat Boone - I'll Be Home
- Albums[2] : Divers artistes - Bande originale du film Carousel